# ملتزم (منصب عثماني)
الملتزم أو المُتسلم (بالتركية العثمانية: متسلم) كان لقبًا عثمانيًا يستخدم لوصف رئيس الناحية بشكل أساسي، ولكن أيضًا لوصف مناصب أخرى داخل التسلسل الهرمي العثماني، اعتمادًا على السياق. في الغالب كان هذا اللقب يُستخدم للحكام المدنيين للمدن الفردية، الذين كانوا يديرون تحصيل الضرائب العثمانية [الإنجليزية] ويحافظون على النظام العام. من أجل تقليل النزاعات بين الملتزمين، في بعض الحالات كان يُعين السنجق بك مُلتزمًا واحدًا كنائب حاكم مسؤول عن السنجق بأكمله. ألغت الدولة العثمانية وظيفة المٌلتزم في عام 1842. كان هذا المنصب مرتبطًا في كثير من الأحيان بالصراعات بين الأطراف المختلفة التي رأت فيه إمكانية لزيادة ثرواتها الشخصية. في الفترة ما بين عامي 1842 و1864، كان الحكام العسكريون المحليون بمساعدة الإدارة المحلية مسؤولين عن تحصيل الضرائب والسيطرة على السكان بدلًا من المتسولين. بعد عام 1864 وإنشاء نظام الولايات، اُستُبدل منصب الملتزم بمنصب جديد وهو المتصرّف.